# Autoroute Info
 (août 2023).
Si vous disposez d'ouvrages ou d'articles de référence ou si vous connaissez des sites web de qualité traitant du thème abordé ici, merci de compléter l'article en donnant les références utiles à sa vérifiabilité et en les liant à la section « Notes et références ».
Autoroute Info est une radio privée française émettant le long des autoroutes des réseaux APRR, AREA, ATMB, SFTRF, Adelac, Aliae, A'lienor et voies rapides urbaines de Grenoble. 
Créée en octobre 1991, Autoroute Info délivre une information trafic de proximité en temps réel et en continu 24h/24. Cette radio présente la particularité de n'être émise que le long des autoroutes et sur une seule fréquence : 107,7 MHz.

## Historique
03/10/91 :    Lancement d'Autoroute Info à Genay (région Lyonnaise), en présence de Georges Sarre, secrétaire d'Etat aux Transports. La radio émet sur 90 kilomètres de l'A40, entre Mâcon et Bellegarde, 7 jours sur 7 et 24 heures sur 24
1994 : Ouverture de deux autres studios régionaux à Beaune en Bourgogne et à Nemours au sud de l'Ile de France
1995 : La société ATMB choisit Autoroute Info pour la couverture de son réseau
1996 : Avec une diffusion sur 1 200 kilomètres, la radio devient le plus grand réseau d'information autoroutière en Europe
1997 : 700 kilomètres supplémentaires de réseau couverts dans l'Est de la France et le Centre
1999 : Installation du studio principal à Dijon-Saint Apollinaire, au cœur du réseau de diffusion. Cette année-là, Autoroute Info franchit le seuil symbolique des 100 millions d'auditeurs en cumulé
2004 : Naissance de la première version du site web Autoroute Info.
2005 : Autoroute Info est reçue sur 2 000 kilomètres d'autoroutes à péage.
2007 : Fusion d'Autoroute Info et de Rhônalp'1. Seule la marque "Autoroute Info" subsiste, assurant la couverture de 2500 km d'autoroutes.
La société SFTRF choisit Autoroute Info pour la couverture de son réseau.
2009 : Sortie de la nouvelle version du site web d’Autoroute Info.
2010 : La DIR Centre-Est confie à Autoroute Info la diffusion de son programme sur les VRU de Grenoble.
2014 : Lancement d'une application Smartphone pour écouter Autoroute Info en live et le dernier point trafic diffusé partout et tout de suite.
2016 : Autoroute Info fête ses 25 ans au sommet du Mont Blanc
2018 : Lancement de la nouvelle version de l’appli smartphone
2019 : Diffusion d’information trafic sur la RCEA – RN79 : la société ALIAE a confié à la société APRR l’exploitation de la future A79 entre Montmarault et Digoin (RN79, dite « Route Centre Europe Atlantique »)
14/12/2022 : Redécoupage des zones de diffusion à la suite de l'intégration du trafic de l'A65 : la zone historique "Centre" est partagée en zone "Centre Est" et en zone "Centre & Sud-Ouest"

## Organisation
Les 24 journalistes permanents délivrant l’information trafic sont répartis sur deux studios : Dijon et Nances.

### Direction
- Gérant[précision nécessaire] : Nicolas Cote est nommé gérant de SIRA à compter du 1er juin 2022, succédant à Thierry de Camaret.
- Directeur : Philippe Sable est nommé Directeur d’Antenne le 1er septembre 2021, succédant Marie Darson (06-2018 / 08-2021) et à Jean-Paul Raulin (07-1991 / 07-2018), le créateur de cette radio[1].

### Financement
Autoroute Info est administrée par la société SIRA (Société d'Information Radio Autoroutière), filiale des Autoroutes Paris-Rhin-Rhône (APRR). Cette radio est financée à 50% par les sociétés autoroutières et 50% par la publicité sur son antenne et le développement de partenariats avec les collectivités territoriales en mettant en valeur les richesses touristiques et économiques des départements et villes traversés.
La radio emploie 31 salariés et son budget est d'environ 3 millions d'euros.

## Programmation
Un flash d'information
2ème voix : Antenne renforcée les jours de fort trafic.

### Information générale
Un flash d'information générale est diffusé à 16' et 46' de chaque heure, repris en léger différé de France Info. Autoroute Info propose également des reportages liés aux grands dossiers de la sécurité routière, à l'actualité de la route et des transports, et au tourisme.

## Diffusion

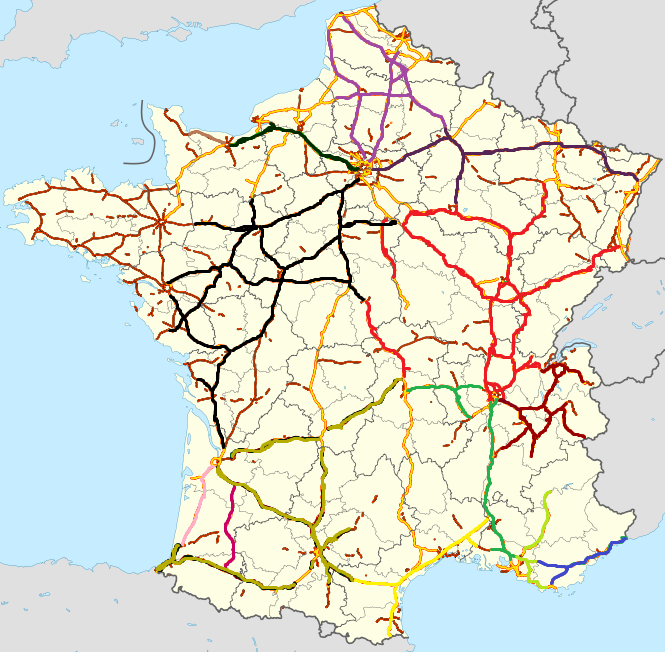
Zone de diffusion Autoroute Info (en rouge: Centre-Est et rouge foncé: Rhone-Alpes).

### Généralités
Autoroute Info, comme les autres radios d'autoroute diffuse sur le principe dit réseau isofréquence synchrone. La fréquence d'émission 107,7 MHz est unique.
Pour assurer la continuité de cette couverture, elle dispose de près de 300 émetteurs relais (tous les 7 km environ), soit un réseau de diffusion comparable à une radio généraliste émettant sur l’ensemble du territoire français.
Le système RDS (Radio Data System) permet les décrochages prioritaires d'information de trafic à partir des radios du réseau Radio France. À partir d'une radio de ce réseau, les services RDS TA et EON-TA font basculer l'autoradio sur Autoroute Info lors de la diffusion d'un flash routier.

### Décrochage Centre-Est depuis les studios de Dijon
- A5 Paris (La Francilienne) – Langres
- A6 Paris (Saint-Germain/École) – Lyon (Limonest)
- A19 Sens – Courtenay
- A26 Troyes-Nord – Troyes-Est
- A31 Beaune – Toul (dont A311 : 4 km)
- A36 Beaune – Mulhouse 217 km
- A39 Dijon – Bourg-en-Bresse (dont A391 : 5 km)
- A40 Mâcon – Bellegarde (Châtillon-en-Michaille)
- A404 Antenne d’Oyonnax
- A406 Contournement sud de Mâcon
- A42 Miribel – Pont-d’Ain
- A432 Les Échets – Saint-Laurent-de-Mure
- A46 Anse – Neyron
- A466 Liaison A6-A46
- A71 Bourges – Clermont-Ferrand (dont A710 : 2 km)
- A75 Clermont-Ferrand-Est – Le Crest
- A714 Bretelle de Montluçon
- A719 Gannat – Vichy
- A77 Dordives – Cosne-sur-Loire
- A89 Limonest – La-Tour-de-Salvigny
- Tunnel Maurice-Lemaire (dont 4 km d’accès)

### Décrochage Rhône-Alpes depuis les studios de Chambéry
- A40 : Bellegarde - Tunnel du Mont Blanc
- A41 Chambéry-Sud – Grenoble
- A41/A410 Chambéry-Nord – Annecy – Autoroute Blanche
- A43/A430 Lyon – Chambéry – Albertville
- A432 Saint-Laurent-de-Mure – A43
- A48 Coiranne – Saint-Égrève
- A480 Saint-Égrève – Claix
- A49 Voreppe – Valence
- A51 Claix – col du Fau
- A41* (Liane) Annecy – Genève
- Rocade Sud - RN 87
- RN85 - entre A480 et Vizille
- A43 : Chambéry - Tunnel de Fréjus (y compris dans le tunnel)

### Diffusion en streaming
Il est possible d'écouter cette radio en streaming,, selon la zone retenue.